# Kimball Allen
Kimball Allen (nacido el 22 de febrero de 1982) es un escritor, periodista, dramaturgo y actor estadounidense. Es autor de dos monólogos autobiográficos : Secrets of a Gay Mormon Felon (secretos de un delincuente mormón gay) de 2012 y Be Happy Be Mormon (sé feliz, sé mormón) de 2014. Esta última se estrenó en Theatre Row en Manhattan los días 24 y 27 de septiembre de 2014, como parte del United Solo Theatre Festival (un festival de monólogos). Entre 2015 y 2017 fue el anfitrión de la Triple Threat w/ Kimball Allen, un programa de entrevistas y variedades de 90 minutos en el teatro The Triple Door de Seattle.

## Secretos de un delincuente mormón gay
Secrets of a Gay Mormon Felon es una obra autobiográfica para un solo actor, escrita e interpretada por Allen. En él, recrea las circunstancias de su vida que lo llevaron de una infancia mormona, a una vida de adicción y, finalmente, arresto.
Allen nació y creció en Blackfoot, Idaho, una región religiosa y conservadora, y fue uno de ocho hijos de una familia mormona ortodoxa. Incluso cuando era pequeño, sus estrictos padres mormones estaban preocupados por lo que percibían como comportamiento inusual y amaneramientos de su parte, y su madre le advirtió preventivamente: "Los niños no besan a los niños".
A los 13 años, fue violado por un hombre mayor que se hizo amigo de él en un centro comercial. Para hacer frente a este trauma, del que no podía contarle a nadie, recurrió subrepticiamente al alcohol y, finalmente, a las drogas. Comenzó a vivir una doble vida: un mormón devoto en la superficie, y debajo de un adolescente luchando con su orientación sexual, el trauma de la violación y sus crecientes adicciones.
La familia de Allen se mudó a Utah, el estado más mormón de los EE. UU., cuando estaba en su tercer año de secundaria. Se reveló como gay a sus padres cuando tenía 19 años. Sus padres lerespondieron que no lo podían apoyar en esas circunstancias y lo rechazaron. Según Allen, salir del clóset como homosexual en la comunidad mormona era "cometer un suicidio social", y también ha escrito que "crecí homosexual en una familia mormona amorosa y solidaria. Cuando salí del clóset, ese amor y apoyo desaparecieron".
En la edad adulta, sus adicciones a las drogas se convirtieron en cocaína, ácido y E, y finalmente en una adicción a las compras que lo llevó a anhelar compras cada vez más y más grandes. Siendo responsable de una tarjeta de crédito corporativa, Allen la usó accidentalmente para un pequeño gasto propio en 2010, y luego comenzó a malversar adictivamente los fondos de la compañía para obtener lujos a través de esta tarjeta. Los fondos faltantes, que totalizaron alrededor de 70.000 dólares, se notaron en 2011. Allen llegó a la cárcel en espera de juicio, donde pasó por la desintoxicación en su celda, y por desesperación comenzó a escribir un diario para dar sentido a cómo terminó en esa situación.
Después de admitir sus crímenes y hacer reparaciones, aceptar sus adicciones y darse cuenta de que necesitaba ayuda, Allen continuó escribiendo en su diario durante su proceso de recuperación. Una narrativa coherente finalmente tomó forma, y el autoexamen en algún momento se convirtió en un guion, con la ayuda adicional de muchas horas viendo videos caseros de sí mismo cuando era niño.

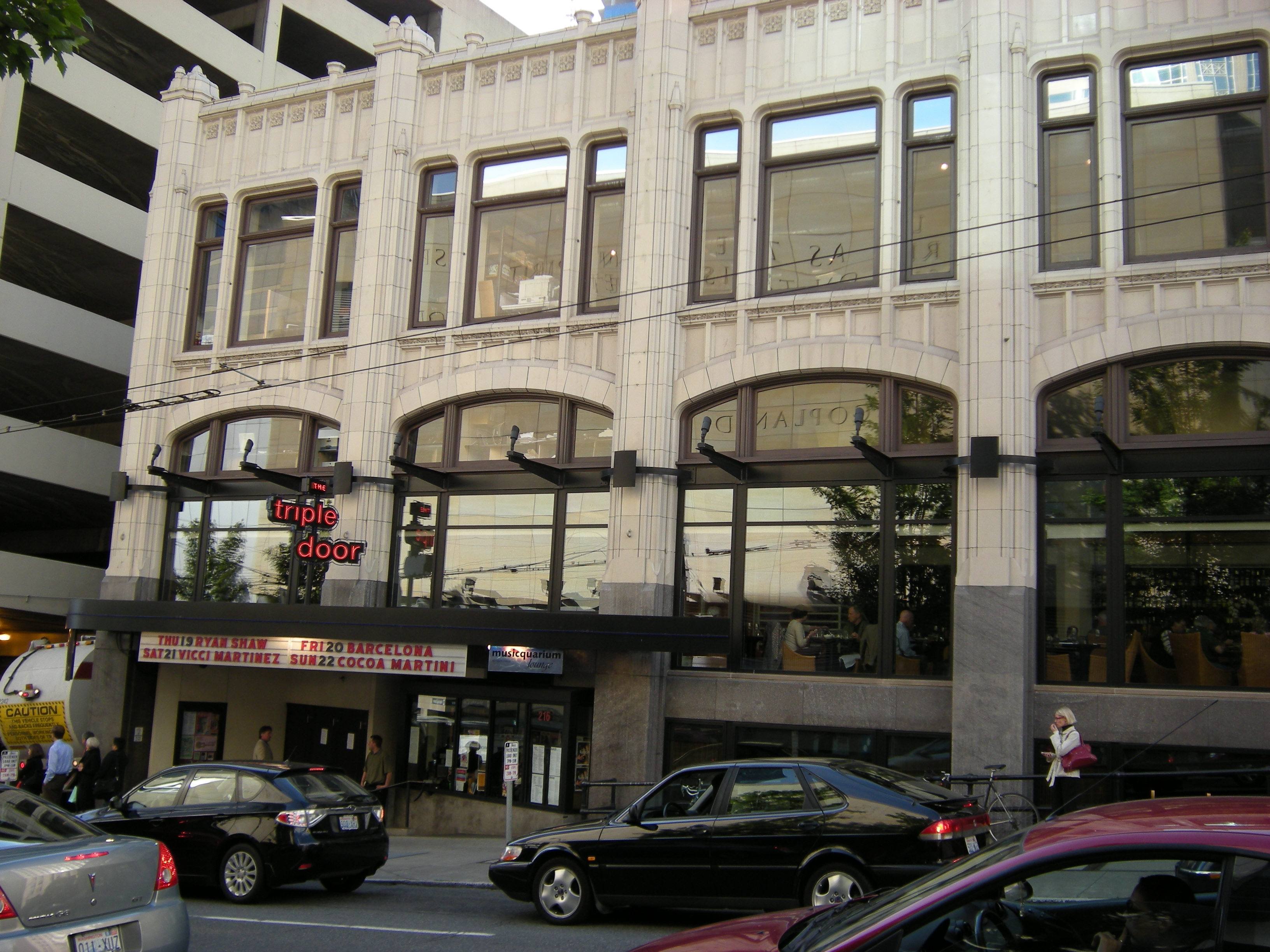
Teatro Triple Door de Seattle

La obra completa, Secretos de un delincuente mormón gay, se estrenó en Kansas City en el verano de 2012. Y también se presentó en Honolulu y San Diego.
Un crítico del periódico KC Stage escribió de la obra : "Era escéptico acerca de qué tan interesante podía ser una hora de interpretación de una persona... Afortunadamente, dramaturgo, actor y tema tenían todos los recursos de colorido material propios de una historia de vida, el don de contar historias y el carisma de atraer la audiencia de principio a fin ... La audiencia se ve envuelta en su historia mientras descubre paralelos en sus propias vidas, lugares donde han tratado de vivir según estándares y reglas que no son realistas o no son saludables".
LA Splash escribió que "a través de su obra SSecrets of a Gay Mormon Felon, el fascinante dramaturgo de Seattle, Kimball Allen ha encontrado un alivio inesperado al recrear momentos dolorosos de su vida y compartir su impacto con su audiencia... Él encuentra las comparaciones que le hacen con el ensayista y compañero de la no ficción, el divertido David Sedaris, son un honor, pero lo que haya más gratificante es la conexión que él hace con la audiencia en el escenario". Allen ha declarado: "Quiero que todos se vayan con una perspectiva diferente, pero que comprendan que los niños son frágiles y que cuando crías a un niño hay un efecto dominó".
Ecumenica Journal llamó a Secrets of a Gay Mormon Felon "una mezcla de confesión profundamente personal y performance". Continuó señalando que el nuevo trabajo teatral de Allen, escrito después de esta obra continúa explorando "temas controvertidos y tabúes dentro de su antigua religión y su vida personal".

## Sé feliz, sé mormón
El segundo monólogo de Allen, Be Happy Be Mormon, de una hora de duración, se estrenó en Theatre Row en Manhattan el 24 de septiembre de 2014, como parte del United Solo Theatre Festival, y debido a que se agotaron las boletas para el estreno agotado, hubo una segunda presentación. el 27 de septiembre. Luego se presentó el 4 y 5 de septiembre de 2014 en Seattle. La obra es descrita como "Una mirada voyeurista a la infancia de un niño mormón vegetariano, amante de Bambi, que usa zapatillas de ballet y que bebe Coca-Cola Light y es un boy scout mormon". La obra relata su educación "como una fabulosa oveja negra" en una familia mormona con la que no se identifica, a través de "narraciones coloridas, películas privadas en el hogar, canciones, bailes y acrobacias ocasionales". Él ha declarado que la inspiración para el espectáculo vino cuando leyó una larga carta que su madre escribió antes de que él naciera, anticipando su nacimiento y también su vida y los logros esperados en la iglesia mormona, logros que nunca obtuvo debido a su verdadera naturaleza.
En agosto de 2014 Allen, quien es un ex mormón, presentó extractos y comentarios sobre Be Happy Be Mormon, además de una sesión de preguntas y respuestas, en el Sunstone Symposium 2014, una reunión anual de mormones, académicos y otros interesados en la diversidad y la riqueza del pensamiento y la experiencia mormonas.

## Triple amenaza con Kimball Allen
El 3 de abril de 2015, Allen presentó y presentó Triple Threat w / Kimball Allen, un programa de entrevistas de variedades de 90 minutos, en The Triple Door en Seattle. Los invitados incluían una amplia variedad de artistas locales, artistas y celebridades de Seattle, incluidos el autor y activista Dan Savage y el Coro de Hombres de Seattle. Al revisar el programa en el West Seattle Herald, Amanda Knox escribió que "Allen era un anfitrión tan agradecido como un alegre groupie, siempre listo y dispuesto a hacer que su fiesta fuera tan divertida para su talentoso invitado como para el público". Matt Baume en Seattle Gay Scene escribió "Es como un espectáculo de talentos, pero con talento real. Desde su lugar como anfitrión detrás de un escritorio, Kimball gira a través de una bolsa de artistas locales como un episodio lleno de estrellas de The Tonight Show". Tanto Knox como Baume dijeron que esperaban futuras entregas del espectáculo.
La segunda Triple Amenaza con Kimball Allen fue el 28 de agosto de 2015. La fila de celebridades, artistas, comediantes e intérpretes musicales incluyó al personaje de la radio de música rock Marco Collins y Daniel Blue, líder de la banda local Motopony de Washington. Seattle Gay Scene describió a Allen como "la muy propia versión del Johnny Carson de Seattle". La tercera entrega de Triple Threat tuvo lugar el 31 de marzo de 2016 y fue encabezada por el actor y comediante ganador del Emmy Leslie Jordan..
En 2017, a la luz de la actual presidencia de EE. UU., los productores agregaron una inclinación más activista al programa, y también se tomó la decisión de donar todas las ganancias de cada programa a una organización sin fines de lucro. La lista de invitados del programa de marzo de 2017 incluyó un portavoz de Planned Parenthood, además de los comediantes y músicos de Seattle, y todas las ganancias del programa se destinaron a Planned Parenthood. El espectáculo de julio de 2017 incluyó al cineasta Wes Hurley y la intérprete "boylesque" (burlesque masculino) Waxie Moon, y todos los ingresos fueron a la Vanderpump Dog Foundation.

## Escrituras adicionales, interpretaciones y activismo
Allen ha escrito un artículo de opinión para The New York Times. En el artículo habla sobre "los efectos negativos que la religión puede tener, particularmente cuando el individuo no encaja en el molde dogmático", y la espiral de adicciones a las que lo condujo su resentimiento y enojo sin resolver. También discute las repercusiones familiares, sociales, comunitarias y religiosas de su salida del clóset, que afectaron para siempre su capacidad de interactuar libremente con su comunidad mormona.
Para Edge Seattle, los artículos de Allen han incluido entrevistas con Jewel y Brian McKnight. También ha hecho reseñas de Sister Act: The Musical, Other Desert Cities, An Evening with Brian McKnight, Jewel’s Greatest Hits Tour y Bumbershoot.
Para Capitol Hill Times, ha entrevistado a John Densmore y Ron Jeremy. También ha informado sobre varios temas artísticos y políticos locales y la escena gay de Seattle.
En 2013, impartió talleres sobre "Descubra su voz orgullosa a través de la interpretación" en la conferencia anual de True Colors, una gran conferencia sin fines de lucro que orienta a los jóvenes LGBT. También aparece en el video "No More Fear" (no más miedo), una parte del proyecto del anuncio de interés público "AIDS Is Going to Lose" (el SIDA va a perder).
También ha realizado actuaciones adicionales. En 2014 en Seattle actuó en Mortified Live, y en A Guide To Visitors — The Best of Stories On Stage. En noviembre de 2015 realizó un monólogo en "Arctic Entries" para Alaska Public Media en Anchorage, donde había residido anteriormente, y en marzo de 2018 actuó en Phoenix, Arizona, en un show llamado Arizona Storytellers: Stylish Stories.
En enero de 2017, Allen y su esposo, quienes habían obtenido entradas para la toma de posesión presidencial de 2017 en octubre de 2016, esperando que Hillary Clinton ganara, asistieron a la juramentación de Donald Trump. Después de la decepción de la pareja por los resultados de las elecciones, Allen llegó a sentir que asistir a la toma de posesión, de la mano de su esposo, era una forma importante de representar a las orgullosas parejas gay, y hacerlo fue su forma de protestar y de inculpar a Trump.
Después de mudarse a Scottsdale, Arizona, Allen comenzó a organizar una serie de lo que él llama Casa Concerts, con músicos y comediantes locales y de gira, en su casa cada mes a partir de noviembre de 2017.

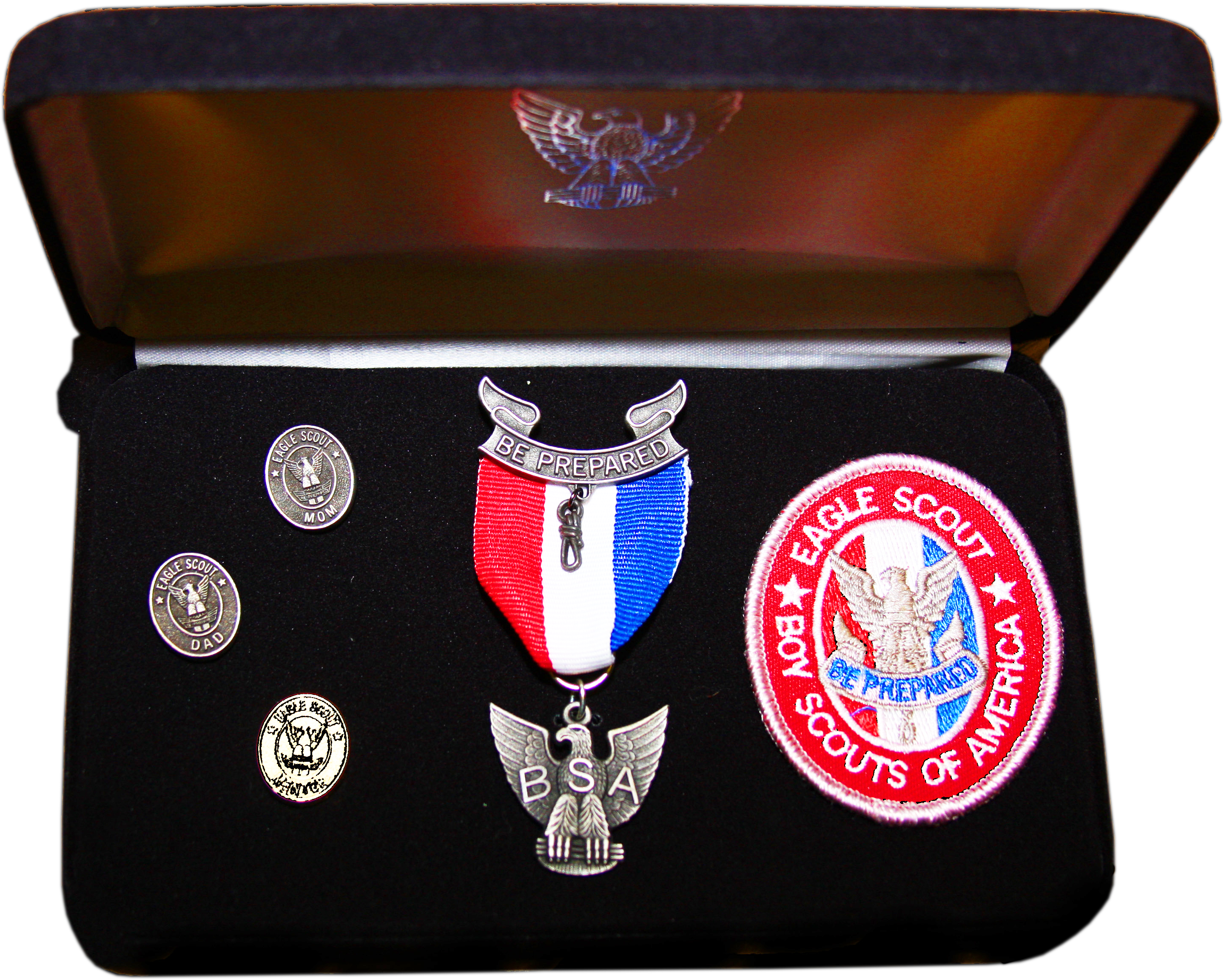
Kimball Allen recibió la condecoración del Águila Scout, el más alto logro de los Boy Scouts estadounidenses

## Vida personal
Allen vivió durante muchos años en el barrio de Capitol Hill de Seattle. Se casó con su compañero Scott Wells en octubre de 2016. A fines de 2017, ambos se fueron a vivir a Scottsdale, Arizona.
Allen es una Águila Scout de los Boy Scout de Estados Unidos.